# 徐兆魁
徐兆魁（1550年—1635年），字策廷，號海石，廣東廣州府東莞縣人，民籍，明朝政治人物。

## 生平
萬曆四年（1576年）丙子科廣東鄉試二名，萬曆十四年（1586年）丙戌科會試九十三名，登三甲第八十二名進士。户部观政，十九年八月选授山西道試御史，二十年春巡视居庸关、山海关和雁门关等地，六月巡按湖广，二十五年巡按福建，二十七年二月巡按应天，九月父喪丁忧，二十九年丁母忧，三十一年起原职，三十三年十一月巡按顺天，三十七年八月復除浙江道御史，次月管理京畿道刷卷，三十九年十月升太仆寺卿分管东路，四十六年闰四月升任右佥都御史、巡抚湖广。
光宗继位，升都察院左副都御史，天啓二年（1622年）五月在籍引病乞休，五年十月以荐起升吏部左侍郎，十二月暂署吏部协理部事，六年正月升刑部尚書，闰六月冠帶閑住。

## 家族
曾祖徐瑾；祖父徐益光，曾任壽官；父徐應寅，曾任選貢。母王氏；繼母蔡氏；庶母陳氏。具庆下。兄徐赞化（庚午經元）、徐兆龙。弟兆登、兆元。